# (3358) Anikushin
(3358) Anikushin (1978 RX) – planetoida z pasa głównego asteroid okrążająca Słońce w ciągu 5,69 lat w średniej odległości 3,18 j.a. Odkryła ją Nikołaj Czernych 1 września 1978 roku.